# Jahāzpur
Jahāzpur är en ort i Indien.   Den ligger i distriktet Bhīlwāra och delstaten Rajasthan, i den centrala delen av landet, 400 km sydväst om huvudstaden New Delhi. Jahāzpur ligger 343 meter över havet och antalet invånare är 20 350.
Terrängen runt Jahāzpur är platt. Runt Jahāzpur är det ganska tätbefolkat, med 192 invånare per kvadratkilometer. Närmaste större samhälle är Devli, 18,4 km nordost om Jahāzpur. Trakten runt Jahāzpur består till största delen av jordbruksmark.